# Інститут хімічних технологій
Інститут хімічних технологій Східноукраїнського національного університету імені Володимира Даля (м. Рубіжне)  — державний вищий навчальний заклад у місті Рубіжному Луганської області. Проводив підготовку бакалаврів, спеціалістів, магістрів за 7 спеціальностями. Інститут безпосередньо підпорядкований СНУ ім. Даля. Відповідно до рішення ДАК від 20 грудня 2005 року інститут акредитовано за статусом вищого закладу освіти 4 рівня. Чисельність студентів — 2598 (2011 рік).

## Історія
У травні 1929 року був створений хіміко-технологічний інститут. Це було викликано тим, що в місті та області почали активно розвиватися підприємства хімічної промисловості, які потребували спеціалістів-хіміків. Першими організаторами навчального закладу були видатні вчені: професор Н. Н. Ворожнцов — засновник кафедри барвників та напівпродуктів МХТІ, один із засновників вітчизняної анілінобарвної промисловості, професор А. Г. Порай-Кошиця, професор А. А. Солонина. До складу хіміко-технологічного інституту входило 2 факультети: органічної хімії та механіки. Підготовка спеціалістів провадилася за 2 спеціальностями: «Технологія барвників та напівпродуктів» й «Обладнання хімічних виробництв». Виш стає центром освіти в місті, встановлює тісні наукові та навчальні зв'язки з ВНЗ хімічного профілю міст Харкова, Москви, Дніпропетровська. Після початку Німецько-радянської війни РХТІ, як і ДХТІ, був евакуйований вглиб країни — в місто Кемерово. Тут виші працювали разом, а після визволення Рубіжного в 1944 році відбувся набір студентів, які стали останніми випускниками РХТІ в 1949 році, а на його базі відкритий Рубіжанський індустріальний технікум. За час короткого існування РХТІ підготував близько однієї тисячі спеціалістів. У 1959 році в Рубіжному був створений загальнотехнічний факультет Харківського політехнічного інституту. Фактично це означало відродження колишнього хіміко-технологічного інституту, бо при його створенні використовувався потенціал колишнього виша: його випускники, навчальна база. Загально технічний факультет почав працювати в приміщенні колишнього РХТІ з 14 викладачами та 630 студентами. Через 4 роки загально технічний факультет стає Рубіжанським філіалом ХПІ і має у своєму складі два факультети: хімічний та загально технічний, п'ять кафедр: нарисної геометрії, загально технічних дисциплін, іноземних мов, вищої математики та фізики, хімії та хімічної технології. Подальший розвиток йшов таким чином:
- 1965 рік — створення механічного факультету і 3 нових кафедр.
- Кінець 60-х — період, коли хімічні виробництва вступили в нову фазу, організовується заочний факультет, а також 2 кафедри.
- 1972 рік — Рубіжанську філію ХПІ перетворено на філію Ворошиловградського машинобудівного інституту, відкриті три нові кафедри.
- 1977 рік — кафедра вищої математики та фізики розподіляється на 2: загальної фізики та вищої математики. Створені нові кафедри: економіки, організації виробництва та охорони здоров'я, процеси і апарати хімічної технології.
- 1982 рік — Рубіжанську філію ВМІ перетворено на філію Дніпропетровського хіміко-технологічного інституту.
- 1993 рік — філія інституту входить до складу Східноукраїнського державного університету під назвою Сєвєродонецька філія СУДУ, а через рік від нього виокремлюється Рубіжанський філіал СУДУ.
- 2000 рік — перейменований в Рубіжанський філіал Східноукраїнського університету.
- 2001 рік – Східноукраїнському національному університету привласнене ім'я Володимира Даля (РФ СНУ ім. В. Даля).
- 2007 рік – Рубіжанський філіал Східноукраїнського національного університету ім. В. Даля набуває статус Інституту хімічних технологій (м. Рубіжне) Східноукраїнського національного університету ім. В. Даля (ІХТ СНУ ім. В. Даля).
- 2021 рік — Інститут був закритий через реорганізацію. У зв’язку з цим всі студенти були переведені до відповідних структурних підрозділів СНУ ім. В. Даля. Наразі в будівлі ІХТ постійно діє консультаційний пункт.[1]

За час свого існування навчальний заклад підготував близько 10 тисяч спеціалістів

## Факультети та кафедри

#### 1. Факультет хімічних наук (вул. Володимирська, 31) Має у складі 3 кафедри

##### Екології та технології полімерів
Кафедра екології Інституту хімічних технологій Східноукраїнського національного університету імені Володимира Даля (м. Рубіжне) заснована 01.09.2007 р на базі випускної спеціальності 7.070801 – Екологія та охорона навколишнього середовища кафедри Технології високомолекулярних сполук, на якій здійснювалась підготовка фахівців за спеціальністю «Промислова екологія» з 1994 року (спеціальність була акредитована за III рівнем акредитації за рішенням ДАК від 22.10.1996р.).
З 2000 року почався випуск бакалаврів і спеціалістів за спеціальністю «Екологія та охорона навколишнього середовища». Дана спеціальність акредитована за III рівнем акредитації за рішенням ДАК від 22.12.2004 р. На даний час кафедра здійснює підготовку фахівців галузі знань 0401 – Природничі науки, за напрямом 6.040106 “Екологія, охорона навколишнього середовища та збалансоване природокористування” за денною та заочною формами навчання. Перший випуск студентів за спеціальністю «Промислова екологія» відбувся у 1999р. Всього підготовлено понад 390 фахівців.
Спеціалістами кафедри опубліковано 200 робіт, з них: Авторських свідоцтв (патентів) - 20; Статей - 80; Тез доповідей - 170;
В тому числі у співавторстві зі студентами – 50
Наукові роботи студентів неодноразово відмічалися дипломами:
- Всеукраїнський конкурс студентських робіт в м. Донецьк, м. Одеса: 2004 – Калашник Е.Л., Іонова О.В.; 2005 – Михайличенко Е.В., Нескоромна Л.В., Кучеренко Д.В.; 2006 – Трифонова М.Ю., Богданов Б.А.; 2009 – Черепівська М.К.; 2010 – Третяк С.В.
- Всеукраїнські науково-практичні конференції студентів, аспірантів і молодих вчених: 1999 – Куликова У.Ю., 1 місце (м. Київ); 2003 – Капшарина Н.И., 1 місце (м. Київ); 2003 - Скалаух Н.А., 1 місце (м. Київ); 2003 – Лозинска Т.М., 2 місце (м. Суми); 2007 – Жихарева Н.И., 2 місце (м. Луганськ); 2008 – Недосекова Т.А. 3 місце (м. Одеса); 2009 – Андрук О.І., Вірченко К.О. 3,4 місце (м. Одеса)
- Всеукраїнська студентська олімпіада по дисципліні “Основи екології и охорона навколишнього середовища”: 2001 рік - Ширшова С.В, 5 місце; 2002 рік – Скалаух Н.А., 1 місце; 2003 рік – Ларина Т.Г., 4 місце, командне - 3 місце; 2004 рік - Гнатенко Т.И., Михайличенко Е.В., 3 місце, командне - 4 місце; 2006 рік – Псяр А.П., 3 місце, командне - 3 місце; 2010 рік – Черепівська М.К., 3 місце, Золочевська З.В, 4 місце, командне - 3 місце;

З 2008 року на базі кафедри проводиться Регіональна молодіжна науково-практична конференція «Екологічні проблеми регіону».
На кафедрі захистили дисертації: Рубан Е.В. - кандидатську; Попов Є.В. - докторську
Наукові напрямки роботи кафедри:
- Маловідхідні та безвідхідні технології хімічних виробництв (Попов Є.В., Швець В.І., Мороз В.О.)
- Енергозберігаючі технології (Соловйов Г.І., Куцька Н.Б.)
- Системи очистка стічних вод, газових викидів хімічних виробництв (Островка В.І., Назаренко О.С.)
- Біоіндикаційні, токсикологічні дослідження та біомоніторинг (Рубан Е.В., Чесновська О.С.)

##### Природничих та соціально-гуманітарних дисциплін
Кафедра загальнохімічних дисциплін — наймолодша кафедра інституту. Вона була організована у 2007 році під час створення Інституту хімічних технологій Східноукраїнського національного університету імені Володимира Даля. Кафедра загальнохімічних дисциплін входить до складу факультету хімічних наук.
Назва кафедри базується на тих дисциплінах, які на ній викладаються. Це дійсно фундаментальні загальнохімічні дисципліни, без яких неможливо формування інженера-технолога та справжнього фахівця-хіміка.
Кафедра загальнохімічних дисциплін є унікальним поєднанням досвіду та молодості. Колектив складено із співробітників випускних кафедр технології органічних речовин та технології високомолекулярних сполук. На кафедрі викладають шість доцентів та один старший викладач, серед них два кандидати технічних наук та чотири кандидати хімічних наук. Керує кафедрою доцент, кандидат хімічних наук – Потапенко Едуард Володимирович.
Основні напрями наукової роботи на кафедрі загальнохімічних дисциплін стосуються досліджень у галузях органічної хімії та хімічної технології.
На кафедрі можна виділити такі напрями наукової роботи:
1. Дослідження реакцій озону з похідними алкілбензолами у рідкій фазі.
2. Дослідження реакцій гетероциклічних сполук.
3. Дослідження перетворень органічних азотвмісних сполук.

Науковими дослідженнями у галузі реакцій озону з алкілбензолами займаються Потапенко Едуард Володимирович та Андреєв Павло Юрійович. Реакція оксидації алкілбензолів озоном у рідинній фазі відіграє важливу роль у сучасній органічній хімії, як один з найбільш перспективних і екологічно чистих методів одержання ароматичних гідропероксидів, спиртів, альдегідів та карбонових кислот. Привабливість озонолітичних методів отримання кисневмісних ароматичних продуктів сприяє проведенню експериментальних досліджень кінетики і механізму реакції озону з алкілбензолами. За останні роки отримано нові теоретичні уявлення про реакцію озону з метилбензолами та їх кисневмісними похідними в рідкий фазі і сформульовано на їх основі принципи управління селективністю оксидації шляхом цілеспрямованого підбору умов реакції, розчинників та каталізаторів. Вивчається вплив замісників в ароматичному кільці на кінетичні закономірності, хімізм та характер продуктів оксидації.
За матеріалами цих досліджень співробітниками кафедри опубліковано понад 30 статей у наукових журналах та тези доповідей на конференціях.
Видано навчальний посібник «Хімія ароматичних речовин» /П.Ю. Андреєв, Е.В. Потапенко – Луганськ: видавництво СНУ ім. В. Даля, 2009. – 448 с. з грифом МОН України (Лист МОН № 1.4/18-Г-3036 від 31.12.2008 р.).
Дослідження, які присвячено гетероциклічним сполукам, очолює Ісак Олександр Дем'янович. Найбільші досягнення та наукові здобутки стосуються хімії нафтостирилів та їх похідних, які є напівпродуктами у синтезі різноманітних класів органічних барвників та біологічно активних речовин.
За матеріалами досліджень видана наукова монографія “Хімія нафтостирилів” у якій детально розглянуто властивості, будову та методи отримання похідних нафтостирилу та їх реакційна здатність.
Останні дослідження Ісака Олександра Дем'яновича у співробітництві з Погорєловою Іриною Петрівною присвячено сульфохлоридам та сульфамідам нафтостирилу та 6-метилурацилу.
Сульфонамідні сполуки, особливо такі, що містять гетероцикл, знаходять широке застосування в медицині та в органічній хімії, як біологічно активні сполуки, що використовуються у виробництві цілого ряду фармпрепаратів, гербіцидів, фунгіцидів та в синтезі барвників різного призначення. Це можуть бути оптичні відбілювачи, люмінісцентні барвники, сенсибілізатори, барвники для хімічних і синтетичних волокон. Значний інтерес викликає розробка технологій синтезу нових реактивів на основі гетероциклічних сполук, які містять у гетерокільці атом азоту та оксо-групу.
Наукові інтереси доцента кафедри ЗХД Семененко Світлани Василівни належать до галузі молекулярної спектроскопії органічних сполук і кінетики хімічних реакцій у розчинах. Вона є автором більше ніж 40 наукових публікацій.
Дослідженню кінетики та механізму хімічних перетворень за участю органічних сполук азоту присвячено наукову діяльність Чернишова Олександра Миколайовича. Він має великий досвід науково-виробничої діяльності, пов’язаної з роботою на підприємстві з випуску хімічної продукції спецпризначення. Практична цінність наукових досліджень в створені нових високо енергетичних матеріалів і ряду продуктів основного органічного синтезу, а також у розробці та впровадженню сучасних технологічних процесів їх отримання.
Чернишов О.М. є автором більше ніж 50 наукових публікацій, у тому числі 27 винаходів та патентів. Неодноразово брав участь у роботі вітчизняних та закордонних конференціях та симпозіумів. За внесок у розвиток вітчизняної науки та впровадження наукових розробок у діюче виробництво у 1992 році присвоєно звання академіка Академії інженерних наук України.
З моменту створення кафедри загальнохімічних дисциплін її молодими співробітниками було реалізовано свій науковий потенціал, що свідчить про перспективний розвиток та амбіційність його викладачів.
У 2009 році Погорєловою Іриною Петрівною було захищено дисертацію на тему «Наукові основи технології синтезу сульфохлоридів 6-метилурацилу і нафтостирилу» та отримано вчений ступінь кандидата технічних наук за спеціальністю 05.17.04 – технологія продуктів органічного синтезу.
У 2010 році Андреєв Павло Юрійович отримав вчене звання доцента по кафедрі загальнохімічних дисциплін.
Старший викладач кафедри Бєлкіна Світлана Давидівна працює над дисертаційною роботою за напрямом педагогіка, спеціальність - теорія і методика професійної освіти.

##### Хімічних та фармацевтичних технологій
У 1929 році в місті Рубіжне на базі хімічного технікуму був створений Рубіжанський хіміко-технологічний інститут, головним завданням якого була підготовка спеціалістів, необхідних для хімічного заводу «Красное знамя», що набирав темпи, нині ТОВ «Рубежанский Краситель».
У 1931 році для організації кафедри технології барвників і надання наукової допомоги заводу з Москви до Рубіжного був направлений професор Московського хіміко-технологічного інституту, основоположник анілінобарвникової промисловості, автор унікальної монографії «Основы синтеза промежуточных продуктов и красителей», яка не втратила своє значення до теперішнього часу - Ворожцов М.М. Він був і першим завідувачем кафедри. Після нього кафедру очолював відомий вчений проф. Силін М.Ф. Ця кафедра в РХТІ існувала до 1949 року. Для читання лекцій були запрошені професори - хіміки О.Є. Порай-Кошиць, М.О. Ільїнський, О.Є. Кретов, А.А. Солоніна та інші відомі вчені.
У 1965 році після відтворення в 1959 році Рубіжанського ВНЗ була відновлена кафедра технології барвників, яку очолив «батько» Рубіжанського філіалу доц. Плакідін В.Л. (1965-1966 рр.). Потім кафедрою завідували доц. Козорєз Л.А. (1966-1969 рр.), проф. Якобі В.О. (1969-1997 рр.) і з 1997 року по теперішній час - проф. Галстян Г.А.
З 1999 року у зв'язку зі зміною номенклатури хімічних спеціальностей кафедра називається кафедрою технології органічних речовин.
З 1997 року кафедра почала здійснювати підготовку та випуск фахівців зі спеціальності «Технологія фармацевтичних препаратів».
У навчальному процесі на кафедрі брали участь вчені Рубіжанського філіалу Московського науково-дослідного інституту органічних напівпродуктів і барвників, створеного під керівництвом М.М. Ворожцова. Лекції читали директор РФ НИОПиК Лаврищєв В.А., видатний фахівець в галузі застосування барвників проф. Голомб Л.М., відомий вчений в галузі напівпродуктів і барвників проф. Шейн С.М.
В даний час навчально-виховний процес на кафедрі здійснює 10 викладачів, з яких 1 доктор наук та 8 кандидатів наук.
Опубліковано понад 600 наукових праць, отримано понад 100 авторських свідоцтв, з них понад 20 впроваджено у виробництво, прочитано понад 300 доповідей на міжнародних і всеукраїнських конференціях.
Участь кафедри в навчальному і науковому житті:
- 1976 рік - проведено Всесоюзна нарада завідувачів кафедрами спеціальності «Хімічна технологія органічних барвників та проміжних продуктів».
- 1979 рік - відбувся Всесоюзний семінар «Озон-79», в якому взяли участь 42 навчальних та науково-дослідні інститути та організації.
- 1980 рік - організовано роботу наукової сесії відділення загальної та технічної хімії АН СРСР, присвячена хімії озону.
- 1981 рік - проведена Всесоюзна науково-технічна конференція «Синтез та промислове застосування барвників і проміжних продуктів».
- 2010 рік - організовано Всеукраїнську конференцію «Реакції окислення. Наука і технології».

Захистили кандидатські дисертації: Пономарьов Б.А., Тюпало М.Ф., Галстян Г.А., Соколова С.М., Сіміков В.Г., Похила С.Е., Ципенюк В.П., Клочко В.М., Шпак Л. П., Зернов А.В., Галстян Т.М., Бернашевскій Н.В., Степанян А.А., Бондаренко Н.А., Галстян А. Г., Моспанова О.В.
За останні 10 років під керівництвом проф. Галстяна Г.А. за науковим напрямом кафедри «Озон та його реакції з ароматичними сполуками» захистили кандидатські дисертації викладачі нашого інституту Літвінова І.М., Потапенко Е.В., Мамчур О.В., Андрєєв П.Ю., Сєдих Г.О., Бушуєв А.С.
Захистили докторські дисертації: Якобі В.А., Тюпало М.Ф., Галстян Г.А.
Першими отримали ступінь магістра: Куцоба Є.Н., Рома К.А., Хлякин Т.М.
Монографії:
- Разумовський С.Д., Галстян Г.А., Тюпало М.Ф., Озон та його реакції з аліфатичними сполуками. - Луганськ. Вид-во. СНУ -2000. - 318 с.
- Галстян Г.А., Тюпало Н.Ф., Разумовский С.Д. Озон и его реакции с ароматическими соединениями. - Луганск. Изд-во. ВНУ -2004. - 272 с.
- Галстян Г.А., Тюпало Н.Ф, Галстян А.Г. Жидкофазное каталитическое окисление ароматических соединений озоном Луганск. Изд-во. ВНУ -2009. - 415 с

#### 2. Факультет хімічних та інформаційних систем (вул. Володимирська, 31)
1939 року створено механічний факультет, в 1994 році перейменовано в інженерно-економічний, а у 2009 — у факультет хімічних та інформаційних систем. На факультеті захищено 21 кандидатську та 4 докторські дисертації, опубліковано більше 1000 наукових праць, працівниками інституту отримано понад 300 авторських свідоцтв. Факультет має у складі 4 кафедри:

##### Вищої математики та комп'ютерних технологій
- 1959 р. - на загальнотехнічний факультет Харківського політехнічного інституту ім. В. Леніна (м.Рубіжне) створена предметна комісія з математики на чолі зі старшим викладачем В.Д. Дубко.
- 1963 р. - створена загальноосвітня кафедра вищої математики. Кафедру очолив к.т.н., доцент Сороковік Н.С.
- 1967-1994 рр. - на чолі кафедри вищої математики працює к.т.н., доцент Твердохлєбов Г.М. Кафедра веде викладання вищої математики та обчислювальної математики.
- 1987 р. - пуск в експлуатацію першого дисплейного класу на базі 8 комплексів КТС-ЛІУС. Початок проведення занять з обчислювальної математики в режимі прямого діалогу з комп'ютером.
- 1991 р. - пуск в експлуатацію першої версії програми «Абітурієнт» з обробки результатів вступних іспитів на персональних комп'ютерах
- 1994-1997 рр. - об'єднання кафедр загальної фізики та Вищої математики в кафедру Вищої математики та фізики. Завідувач кафедри - к.т.н., доцент Журавльов В.І.
- 1997 р. - створення випускної кафедри Вищої математики та комп'ютерних технологій. Організація підготовки бакалаврів та спеціалістів за спеціальністю « Комп'ютерна хімія». На чолі кафедри к.т.н., доцент Дінес В.Л.
- 1998 р. - підключення інституту до мережі Інтернет. Створення дисплейних класів на базі сучасних комп'ютерів
- 1999 р. - перший випуск фахівців зі спеціальності «Комп'ютерна хімія»
- 2000 р. - кафедра акредитована на випуск бакалаврів і спеціалістів зі спеціальності «Інформатика», на чолі кафедри д.х.н., професор Кондратов С.О.
- 2005 р. - перший випуск бакалаврів за спеціальністю «Інформатика».
- 2006 р. - перший випуск математиків - програмістів, фахівців зі спеціальності «Інформатика».
- 2007 р. - створення комп'ютерного класу на базі ОС Linux
- 2015 р. - кафедра акредитована на випуск бакалаврів і спеціалістів за напрямом «Інформатика», на чолі кафедри к.ф.-м.н., доцент Тімошин А.С.
- З 2019 року обов’язки завідувача кафедри виконує кандидат педагогічних наук Сітак Ірина Вікторівна.

##### Економіки та підприємництва
Кафедра економіки та підприємництва створена 18 серпня 1977 року на основі секції економіки, що входила до складу кафедри автоматизації хімічних виробництв та мала назву «Економіка, організація виробництва та охорона праці», а з 1983 року – «Економіка та організація виробництва». Першим завідувачем кафедри був кандидат технічних наук, доцент Солдатов Олександр Миколайович, який очолював її у 1977-1994 рр.
На початку свого існування кафедра забезпечувала навчальний процес на денному та вечірньому відділеннях загальнотехнічного факультету інституту м. Рубіжного та на вечірньому факультеті м. Сєвєродонецька викладанням дисциплін «Економіка», «Організація та планування», а також виконувала науково-дослідницьку роботу на замовлення хімічних підприємств регіону.
Підготовка спеціалістів з економіки підприємств в Інституті м. Рубіжного почалася з 1981 року на вечірній формі навчання за спеціальністю «Економіка та організація хімічних виробництв».
На той час кафедра була однією із чотирьох економічних кафедр в СРСР, що випускали спеціалістів за даною спеціальністю (спеціалістів за спеціальністю «Економіка та організація хімічних виробництв» випускали інженерно-економічні інститути Куйбишева, Ленінграда та Харкова). В 1993 році відбувся перший набір студентів на комбіновану форму навчання.
В липні 1994 року у зв’язку з виокремленням зі складу Рубіжанського філіалу Сєвєродонецького вечірнього факультету було створено кафедру економіки та організації виробництва та здійснено перший набір студентів на денну форму навчання, а в 1996 році почався прийом студентів на заочну форму навчання за спеціальністю «Економіка підприємства». В 1998 році кафедру перейменовано на кафедру економіки підприємства.
Впродовж 10 років (1994-2004 рр.) кафедру очолювала кандидат економічних наук, доцент
Овчаренко Галина Миколаївна. Під час її керівництва кафедра почала активно розбудовуватися. Було визначено основні напрями наукової діяльності кафедри. Галина Миколаївна залучила найбільшу кількість молодих спеціалістів до викладацької діяльності, які становили значну частину кафедри.
У 2004-2008 роки обов’язки завідувача кафедри виконувала доцент Комач Любов Дмитрівна. Під час її роботи кафедра успішно пройшла акредитацію спеціальності та продовжувала розвиватися.
Впродовж 2008-2010 рр. кафедру очолював доцент Тімошин Анатолій Сергійович, за участі якого на кафедрі впроваджено підготовку спеціалістів за прискореною формою навчання.
В цей час кафедру було перейменовано на кафедру економіки підприємства та прикладної статистики.
З 2010 по 2016 рік кафедру очолювала кандидат економічних наук, доцент Логвінова Оксана Петрівна. В цей період здійснювався випуск студентів за спеціальністю «Економіка підприємства (за видами економічної діяльністю)» та відбувся захист чотирьох дисертацій.
З 2016 року обов’язки завідувача кафедри виконує кандидат економічних наук, доцент Носкова Світлана Анатоліївна.
В 2016 році кафедра успішно пройшла акредитацію за двома спеціальностями: 051 «Економіка», 076 «Підприємництво, торгівля та біржова діяльність» та отримала сертифікати терміном дії до 01.07.2026 р. 3 вересня 2016 року кафедру було перейменовано в кафедру економіки та підприємництва.
В 2017 році вперше за роки існування кафедри було отримано ліцензію на випуск магістрів зі спеціальності 051 «Економіка».
Сьогодні на кафедрі економіки та підприємництва працює 10 викладачів, зокрема 1 професор, 6 доцентів, 1старший викладач та 2 асистента, які забезпечують викладання та методичне забезпечення дисциплін кафедри.
Серед найвидатніших випускників, які досягли значних успіхів у професійній діяльності, можна відзначити Бойко Ю.А., Хортіва С.І., Арцева Ю.М., Коваленко Н.В., Акчебаша А.А., Журбу М.А., Алфімову С.А., Львову Т.В., Заховаєву І.Ю., Катишева О.О.
Кафедра економіки та підприємництва (ЕП) значну увагу приділяє підготовці власних кадрів вищої кваліфікації. Метою наукової діяльності кафедри є створення, накопичення та використання наукових розробок у процесі підготовки фахівців та забезпечення реалізації державної політики у сфері науки, науково-дослідної та інноваційної діяльності в Україні.
Наукова діяльність кафедри спрямована на: розбудову наукової школи економіки підприємства та організацію досліджень з пріоритетних напрямів діяльності кафедри; організацію та проведення наукових заходів на базі кафедри (конференції, круглі столи, семінари); проведення науково-дослідних робіт з актуальних питань; підвищення наукової кваліфікації науково-педагогічних працівників та співробітників (робота над кандидатськими та докторськими дисертаційними дослідженнями в процесі навчання в аспірантурі та робота здобувачів наукового ступеня); організацію науково-дослідної роботи студентів (організація роботи студентських наукових гуртків, виконання студентами наукових досліджень під керівництвом науково-педагогічних працівників, підготовку та проведення студентських наукових конференцій на базі інституту та забезпечення участі студентів у конференціях на базі університету та у всеукраїнських заходах); публікацію результатів наукових досліджень (статті, тези, матеріали виступів на конференціях, круглих столах, семінарах).
Важливим елементом наукової роботи є підготовка та захист кандидатських і докторських дисертацій.
За останні роки захистили дисертації і отримали науковий ступінь кандидата наук співробітники кафедри ЕП:
- Носкова С. А. (2014 р.) за спеціальністю 08.00.05 – розвиток продуктивних сил і регіональна економіка (тема «Організаційне забезпечення збалансованого розвитку регіону»);
- Татарченко О. М. (2015 р.) за спеціальністю 08.00.05 – розвиток продуктивних сил і регіональна економіка (тема «Забезпечення розвитку міжрегіонального співробітництва»);
- Завойських Ю. А. (2015 р.) за спеціальністю 08.00.05 – розвиток продуктивних сил і регіональна економіка (тема «Домінанти політики міжрегіонального інноваційного співробітництва»);
- Літвінова І.М. (2015 р.) за спеціальністю 08.00.04 – економіка та управління підприємствами (за видами економічної діяльності) (тема «Інформаційне забезпечення інноваційного розвитку підприємства»).

Над кандидатськими дисертаціями працюють асистенти кафедри ЕП: Будрик О. І. за спеціальністю 08.00.05 – розвиток продуктивних сил і регіональна економіка та Хохлова О. А. за спеціальністю 13.00.04 – теорія і методика професійної освіти.
Над докторською дисертацією працює доцент кафедри ЕП Ілляшенко О.В. на тему «Методологічні засади формування та функціонування механізмів системи економічної безпеки підприємства» (спеціальність 08.00.04 – економіка та управління підприємствами (за видами економічної діяльності) та 21.04.02 – економічна безпека суб'єктів господарської діяльності).
Викладачі кафедри ЕП активно беруть участь у науково-дослідній роботі. Дослідження, що проводяться кафедрою, мають як фундаментальний, так і прикладний характер та відповідають пріоритетним напрямам.
Викладачами кафедри ЕП проводяться наукові дослідження за напрямами:
- економічний аналіз діяльності підприємств, які функціонують на сході України;
  - управління економічним ризиком в сучасних умовах господарювання;
  - забезпечення інноваційної моделі розвитку підприємства,
  - формування та функціонування механізмів системи економічної безпеки підприємства.
- Результати науково-дослідних робіт знаходять відображення в публікаціях професорсько-викладацького складу та наукових співробітників кафедр, використовуються в навчальному процесі.

За останні роки викладачами кафедри ЕП видано монографії:
1. Носкова С.А. Стратегія розвитку Луганської області : монографія / І.В. Заблодська, О.Ю. Кудріна, С.А. Носкова – Луганськ : вид-во «Ноулідж», 2014 р. – 308 с.
2. Носкова С.А. Формування територіально-виробничих структур регіону: [монографія] / І. В. Заблодська, О.С. Корсакова, С.А. Носкова, І.А. Хорошилова. – Чернігів : Десна Поліграф, 2015. 152 с.
3. Літвінова І.М. Інноваційний розвиток підприємства: інформаційне забезпечення: [монографія] І.М. Літвінова. – Лисичанськ : Вид-во ПП ВКФ «ПромЕнерго», 2015. – 228 с.
4. Завойських Ю.А. Домінанти політики міжрегіонального інноваційного співробітництва: [монографія] / І.В. Заблодська, Ю.А. Завойських, С.О. Бурбело, М.С. Кроленко. – Чернігів : Десна Поліграф, 2015. – 152 с.
5. Татарченко О.М. Розвиток міжрегіонального співробітництва: [монографія] / І.В. Заблодська, О.М. Татарченко, А.С. Алексєєв, А.В. Сивоконь. – Чернігів : Десна Поліграф, 2015. – 152 с.
6. Ілляшенко О. В. Система економічної безпеки підприємства: основні характеристики, структура та функції / О. В. Ілляшенко. — У кн.: Экономическая безопасность: нелинейный подход : [монография]; под ред. А.И. Сухорукова, Э.Л. Стрельцова, Т.И. Егоровой-Гудковой. В 2-т. Т. 1– Одесса: 2015. – С. 28?40.
7. Ілляшенко О. В. Механізм розвитку системи економічної безпеки підприємства / О. В. Ілляшенко. – У кн.: Стратегії економічного розвитку: держава, регіон, підприємство: [монография]; в 2-х т. Т. 1 / за заг. ред. К. С. Шапошникова та ін. – Херсон: ВД "Гельветика", 2015. – С. 247?258.
8. Ілляшенко О.В. Механізми системи економічної безпеки підприємства. Монографія. – Х.: Мачулін, 2016. –504 с.

За останні п’ять років співробітниками кафедри ЕП опубліковано 117 наукових статей, у тому числі – 6 у закордонних виданнях, підготовлено 216 тез доповідей на наукових конференціях.

##### Машин та апаратів хімічних виробництв
Значні наукові дослідження на кафедрі машин та апаратів хімічних виробництв почалися з 1967 року під керівництвом к.т.н., доц., завідувача кафедрою М.Я. Розкіна у галузі процесів і обладнання хімічних виробництв. Дослідження і розробки фінансувались держбюджетом і за рахунок госпрозрахункових договорів з багатьма підприємствами регіону: Рубіжанський хімічний завод "Зоря" , Рубіжанське виробниче об'єднання "Барвник", Горлівський хімічний завод, та інші.
При дослідженні процесу нітролізу уротропіну було встановлено його механізм та розроблено ефективну і безпечну технологію нітролізу, а також розроблено обладнання для механічної стабілізації продукту, кристалізації продукту в автотермічних умовах, засоби і прибори автоматичного контролю нітролізу. Основні результати роботи були захищені авторськими свідоцтвами на винохід, опубліковані в науково-технічних журналах і використані на підприємстві з значним економічним ефектом. Результатом досліджень був також захист докторської дисертації (МХТІ ім. Д.І.Мендєлєєва, Розкін М.Я. 1974 р.), та трьох кандидатських дисертацій (МХТІ ім. Д.І.Мендєлєєва Бєлкін Д.І., 1971р,. Есип В.П., 1974 р., ЛХТІ ім. Лєнсовєта Баєв Л.Г., 1973 р.).
Результати дослідження процесів екстракції були захищені авторськими свідоцтвами на винохід, опубліковані в науково-технічних журналах і використані на підприємстві з значним економічним ефектом. Результатом дослідження був також захист трьох кандидатських дисертацій (ХПІ ім. В.І.Леніна, Стороженко В.Я., 1970р,. Стороженко Л.В. 1971 р., Носач В.О., 1975 р.).
З 1974 року під науковим керівництвом к.т.н. Бєлкіна Д.І. були розпочаті дослідження технології і обладнання виробництв пентаеритриту В результаті були складені теоретичні основи технології пентаєритриту, розроблено ефективну технологію і обладнання. Основні результати роботи були захищені 12 авторськими свідоцтвами на винохід, опубліковані в науково-технічних журналах і впроваджені у виробництво на Рубіжанському хімічному заводі "Зоря" в 1978-80 р. з економічним ефектом 3 млн. крб. За результатами досліджень були спроектовані потужні виробництва пентаеритриту на Губахінському ВО і Черкеському ВО. Результатом дослідження був також захист докторської і кандидатської дисертацій (МХТІ ім. Мендєлєєва, Бєлкін Д.І.,1988 р., Кравченко Г.В., 1987 р.). Дослідження, після перерви (1991-97 рр.) продовжуються у поточний час.
З 1972 року проводяться дослідження і розробка газо-рідинних апаратів. Під науковим керівництвом к.т.н. Стороженко В.Я, з участю Барвина В.І. і Шабрацького В.І. розроблено апарат для сульфування алкіл бензолів з використанням SO3 у виробництві сульфоналу. Основні результати роботи були захищені авторськими свідоцтвами на винохід, опубліковані в науково-технічних журналах і впроваджені у виробництво на Горлівському хімічному заводі в 1978-80 рр. Ці дослідження були продовженні у 1989 р. під науковим керівництвом д.т.н. Бєлкіна Д.І. Результатами цієї роботи став метод гідродинамічного розрахунку апаратів з ежекційними мішалками. Результатами були захист авторських свідоцтв, захист кандидатської дисертації (МІХМ, Шабрацький В.І., 1995р.).

## Спеціальності
- (051) "Економіка" (Бакалавр, магістр)
- (076) "Підприємництво, торгівля та біржова діяльність" (Бакалавр, магістр)
- (101) "Екологія" (Бакалавр)
- (122) "Комп'ютерні науки" (Бакалавр)
- (133) "Галузеве машинобудування" (Бакалавр, магістр)
- (161) "Хімічна технологія та інженерія" (Бакалавр, магістр)
- (226) "Фармація, промислова фармація" (Бакалавр)

## Ректори
В 1933–1939 роках ректором був Стрєлков Ілля Іванович;
з 1998 року - Бєлкін Давид Ілліч;
з 2011 року - Потапенко Едуард Володимирович;
з 2015 року - Тімошин Анатолій Сергійович;
з 2019 року - Андреєв Павло Юрійович.

## Матеріально-технічне забезпечення інституту
Загальна площа земельних ділянок, на яких розташовано інститут становить 4,221 Га. Загальна площа забудов 22465,2 м2. Площа навчальної зони становить 7239,7 м2. До послуг студентів 2 навчальні корпуси (площею 9501,6 м2 і 8891,7 м2). У резерві інститут має ще два корпуси, які у випадку збільшення контингенту студентів можуть бути введені в експлуатацію, У будівлях інституту розташовані навчальні та науково-дослідні лабораторії,  бібліотека з читальною залою, комп’ютерні класи, закриті спортивні зали та відкритий спортивний майданчик. Є стоянка для власного транспорту. Площа озеленення становить 2725,7 м2.

## Напрями наукової діяльності
Штатними науковцями Інституту систематично проводяться дослідження, спрямовані на розв’язання найактуальніших проблем регіону:
- створення екологічно чистих, ресурсозберігаючих хімічних технологій, технологій утилізації та переробки відходів (проф. Є. В. Попов);
- математичне моделювання і розроблення ефективних хімічних технологій та обладнання (проф. Д. І. Бєлкін);
- математичне моделювання хіміко-технологічних процесів (проф. С. О. Кондратов);
- хімія і технологія окислення озоном (проф. Г. А. Галстян, проф. А. Г. Галстян, проф. Е. В. Потапенко);
- хімія гетероциклічних сполук (доц. О. Д. Ісак).

Перспективними є наукові дослідження в галузі економіки, ІТ, педагогіки та дослідження на стику наук.

## Наявність гуртожитків та вільних місць у них, розмір плати за проживання
В  ІХТ СНУ ім. В. Даля (м. Рубіжне) для іногородніх студентів функціонує гуртожиток на 300 осіб. У гуртожитку забезпечено комфортні побутові умови і вільний доступ до мережі Інтернет.
Розмір плати за проживання в гуртожитку визначається відповідно до чинних нормативних актів:
- Постанова КМУ від 27.08.2010 № 796 «Про затвердження переліку платних послуг, які можуть надаватися закладами освіти, іншими установами та закладами системи освіти, що належать до державної і комунальної форми власності»
- Наказ МОН, МінЕконом, МінФін України від 23.07.2010  № 736/902/758 «Про затвердження порядків надання платних послуг державними та комунальними навчальними закладами»
- Наказ МОНмолодьспорт, МінФін, МОЗ України від 28.03.2011 № 284/423/173 «Про встановлення граничного розміру плати за проживання в студентських гуртожитках вищих навчальних закладів державної та комунальної форм власності»

## Розмір плати за навчання, підготовку здобувачів освіти
Розмір плати за навчання встановлюється відповідно до чинних нормативних актів:
- Стаття 73 Закону України «Про вищу освіту » від 01.07.2014р. № 1556-VII зі змінами
- Постанова Кабінету Міністрів України від 27.08.2010р. № 796 «Про затвердження переліку платних послуг, які можуть надаватися закладами освіти, іншими установами та закладами системи освіти, що належать до державної і комунальної власності»
- Спільний наказ Міністерства освіти і науки України, Міністерства економіки України, Міністерства фінансів України від 23.07.2010р. № 736/902/758 «Про затвердження порядків надання платних послуг державними та комунальними навчальними закладами»

Вартість навчання у 2020/2021 навчальному році становить:

### ДЕННА ФОРМА НАВЧАННЯ
| Спеціальність | Спеціальність                                  | Вартість навчання*, грн. | Вартість навчання*, грн. | Вартість навчання*, грн. |
| Спеціальність | Спеціальність                                  | бакалавр                 | магістр                  | спеціаліст               |
| За спеціальностями, які не увійшли до переліку постанови КМУ № 191 від 03.03.2020р. (про формування мінімального розміру плати за навчання для здобуття вищої освіти на основі індикативної собівартості) |                                                |                          |                          |                          |
| 101 | Екологія                                       | 12 500                   | -                        | -                        |
| 133 | Галузеве машинобудування                       | 12 500                   | 14 500                   | -                        |
| 161 | Хімічні технології та інженерія                | 12 500                   | 14 500                   | -                        |
| За спеціальностями, які увійшли до переліку постанови КМУ № 191 від 03.03.2020р. (про формування мінімального розміру плати за навчання для здобуття вищої освіти на основі індикативної собівартості)    |                                                |                          |                          |                          |
| 051 | Економіка                                      | 17 100                   | 22 200                   | -                        |
| 076 | Підприємництво, торгівля та біржова діяльність | 17 100                   | -                        | -                        |
| 122 | Комп’ютерні науки                              | 17 100                   | -                        | -                        |
| 226 | Фармація, промислова фармація                  | 17 100                   | -                        | -                        |
| 226 | Фармація                                       | -                        | -                        | 17 100                   |

*- вартість навчання за навчальний рік (з 01.09.2020р. по 30.06.2021р.)

### ЗАОЧНА ФОРМА НАВЧАННЯ
| Спеціальність | Спеціальність                                  | Вартість навчання*, грн. | Вартість навчання*, грн. | Вартість навчання*, грн. |
| Спеціальність | Спеціальність                                  | бакалавр                 | магістр                  | спеціаліст               |
| За спеціальностями, які не увійшли до переліку постанови КМУ № 191 від 03.03.2020р. (про формування мінімального розміру плати за навчання для здобуття вищої освіти на основі індикативної собівартості) |                                                |                          |                          |                          |
| 101 | Екологія                                       | 9 500                    | -                        | -                        |
| 133 | Галузеве машинобудування                       | 9 500                    | 12 000                   | -                        |
| 161 | Хімічні технології та інженерія                | 9 500                    | 12 000                   | -                        |
| За спеціальностями, які увійшли до переліку постанови КМУ № 191 від 03.03.2020р. (про формування мінімального розміру плати за навчання для здобуття вищої освіти на основі індикативної собівартості)    |                                                |                          |                          |                          |
| 051 | Економіка                                      | 10 000                   | 13 300                   | -                        |
| 076 | Підприємництво, торгівля та біржова діяльність | 10 000                   | -                        | -                        |
| 122 | Комп’ютерні науки                              | 10 000                   | -                        | -                        |
| 226 | Фармація, промислова фармація                  | 11 000                   | -                        | -                        |
| 226 | Фармація                                       | -                        | -                        | 11 000                   |
| 7.12020103 | Технології фармацевтичних препаратів           | -                        | -                        | 11 000                   |

*- вартість навчання за навчальний рік (з 01.09.2020р. по 30.06.2021р.)